# Colletes frontalis
Colletes frontalis är en biart som beskrevs av Metz 1910. Colletes frontalis ingår i släktet sidenbin, och familjen korttungebin. Inga underarter finns listade i Catalogue of Life.